# エドヴィン・カルステニウス

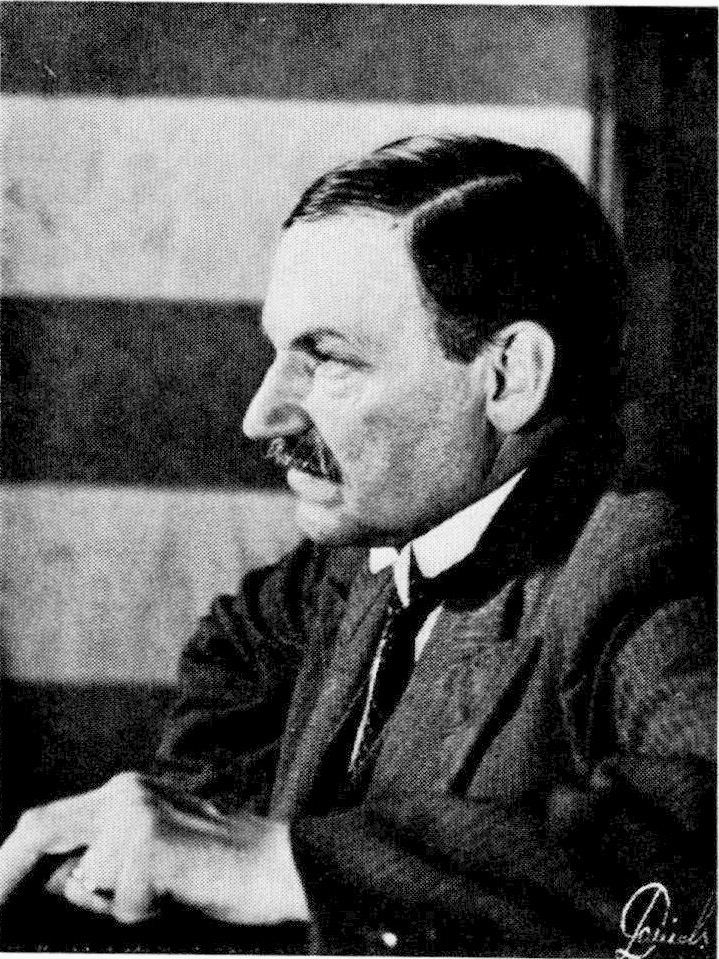
エドヴィン・カルステニウス

エドヴィン・カルステニウス（Edvin Kallstenius, *1881年8月29日 フィリップスタード - †1967年11月22日 ストックホルム）はスウェーデンの作曲家。
自然科学を修めた後、1904年から1907年までライプツィヒでシュテファン・クレールに入門。音楽評論家をつとめながら、1928年から1946年までストックホルム放送局の音楽資料係を担当する一方、1933年から1961年までスウェーデン作曲家協会の、1932年から1957年まで著作権協会の執行委員をつとめた。
約30曲の放送劇のための付随音楽に加えて、交響曲とシンフォニエッタ各5曲、管弦楽組曲、管弦楽のためのセレナーデ、ピアノ協奏曲、多数の室内楽曲、複数のカンタータや合唱曲、歌曲を残した。カルステニウスはシュレーカーを崇拝し、後期ロマン派音楽の伝統の中で作曲を続けた。